# Дробово-лінійна функція
Дробово-лінійна функція — функція вигляду
{\displaystyle f(z_{1},z_{2},...,z_{n})={\frac {a_{1}z_{1}+a_{2}z_{2}+\cdots +a_{n}z_{n}+b}{c_{1}z_{1}+c_{2}z_{2}+\cdots +c_{n}z_{n}+d}}}
де {\displaystyle z=(z_{1},...,z_{n})} — комплексні або дійсні змінні, {\displaystyle a_{i},b,c_{i},d} — комплексні або дійсні коефіцієнти.
Часто термін «дробово-лінійна функція» використовується для її часткового випадку — перетворення Мебіуса.
Дробово-лінійна функція є частковим випадком раціональної функції.